# Dag Halvor Nylander
Dag Halvor Nylander es un diplomático noruego que anteriormente se desempeñó como Representante Personal del Secretario General de las Naciones Unidas en la Controversia Fronteriza entre Guyana y Venezuela. Fue nombrado para el cargo el 27 de febrero de 2017.
Nylander también ha servido como mediador entre los diálogos entre el gobierno y la oposición venezolana durante la crisis en el país.